# Ирис (опера)
«Ирис» (итал. Iris) — опера Пьетро Масканьи по оригинальному либретто Луиджи Иллика на итальянском языке в трёх действиях. Премьера состоялась 22 ноября 1898 года в театре Костанци в Риме.

## История
Веристская опера Масканьи на сюжет в японском стиле была ответом на интерес к японской культуре, таким, как «Мадам Баттерфляй» Пуччини и «Мадам Хризантема» Мессаже. Утверждают, что арию Un dì, ero piccina, где героиня описывает, как ребёнком увидела в буддистском храме изображение женщины, обвитой щупальцами осьминога, Масканьи написал под впечатлением от гравюры японского художника Кацусика Хокусая «Сон жены рыбака».
Музыка оперы, по утверждению, критиков, не может похвалиться яркостью и довольно монотонна. Самые примечательные номера в опере — теноровая серенада Apri la tua finestra и гимн солнцу Inno al Sole.
Как и другие оперы Масканьи, за исключением его шедевра «Сельская честь», «Ирис» исполняется редко даже в Италии. Лучшей исполнительницей роли Ирис считается Магда Оливеро.

## Действующие лица
| Роль                                             | Тип голоса | Исполнители на премьере 22 ноября 1898 года (Дирижёр: Пьетро Масканьи) |
| ------------------------------------------------ | ---------- | ---------------------------------------------------------------------- |
| Ирис                                             | сопрано    | Хариклея Даркле                                                        |
| Слепой, её отец                                  | бас        | Джузеппе Тичи-Рубини                                                   |
| Осака                                            | тенор      | Фернандо Де Лючия Fernando De Lucia                                    |
| Киото                                            | баритон    | Гульельмо Карузон                                                      |
| Гейша                                            | сопрано    | Эрнестина Миланези                                                     |
| Галантерейщик                                    | тенор      | Эухенио Гросси                                                         |
| Торговец тканями                                 | тенор      | Пьеро Чиавацци                                                         |
| Хор: лавочники, гейши, прачки, самураи, горожане |            |                                                                        |

## Краткое содержание

### Акт 1
Юная и простодушная Ирис живёт со своим слепым стариком-отцом в маленькой хижине у ручья. В окружении природы и любимых кукол девушка проводит дни спокойно и счастливо, пока у хижины в поисках приключений не появляется молодой и распутный богач Осака. Желая овладеть красавицей, Осака при помощи проходимца и сутенёра Киото устраивает для девушки представление с куклами, гейшами и музыкантами. В вихре танцев злоумышленники похищают девушку. Слепой отец отправляется её искать.

### Акт 2
Ирис приходит в себя в богато убранной комнате, окружённая щедрыми подарками. Осака ласково уговаривает девушку уступить ему, но наивная Ирис не понимает его. Раздражённый молчанием, Осака оставляет её на милость Киото. Нарядив красавицу, Киото усадил Ирис на балконе, и толпа собирается поглазеть на неё. Расчёт сутенёра оправдался: теперь Осака готов заплатить ему за любовь девушки. Тем временем девушка узнала в толпе отца и позвала его. Однако слепой старик решил, что Ирис ушла в дом терпимости по собственной воле, и проклял её. От стыда девушка бросается с балкона в сточную канаву.

### Акт 3
Мусорщики находят в сточной канаве тело Ирис, однако девушка ещё жива и успевает перед смертью вознести хвалу солнцу и красоте природы.

## Записи
- 1962: Оркестр Концертгебау, дирижёр Фульвио Верницци; Магда Оливеро (Ирис), Луиджи Оттолини (Осака) Ренато Капекки (Киото), Плинио Клабасси (Слепой)